# Coprinellus
Coprinellus es un género de hongo en la familia Psathyrellaceae. El género fue circunscripto por Petter Karsten en 1879. La mayoría de las especies en Coprinellus fueron trasladadas desde el género Coprinus. Los estudios moleculares publicados en 2001 reordenaron a las especies de Coprinus a Psathyrella, o en los géneros segregados Coprinopsis y Coprinellus. A 2019 de April, Index Fungorum acepta 66 especies de Coprinellus.

## Especies

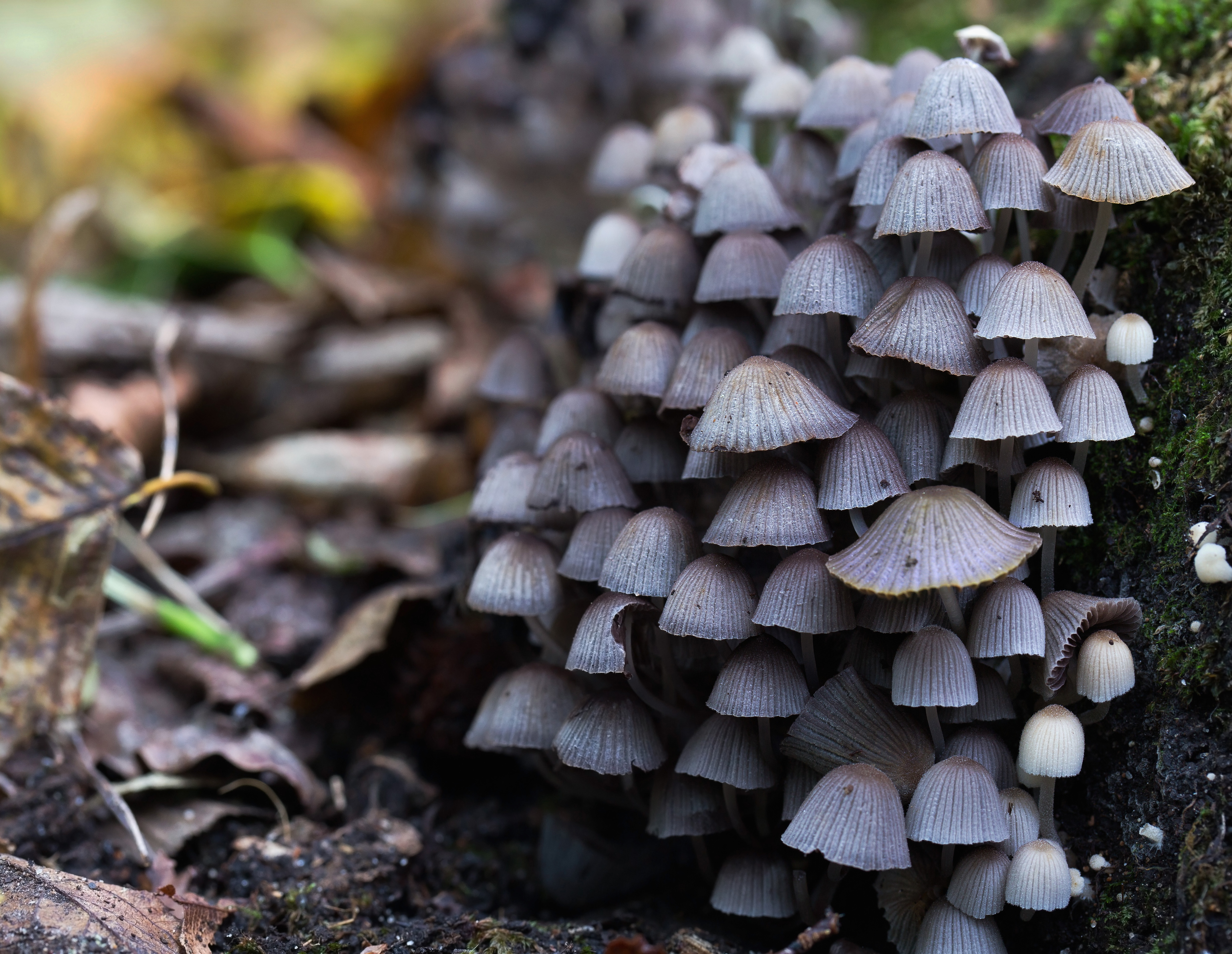
Coprinellus disseminatus

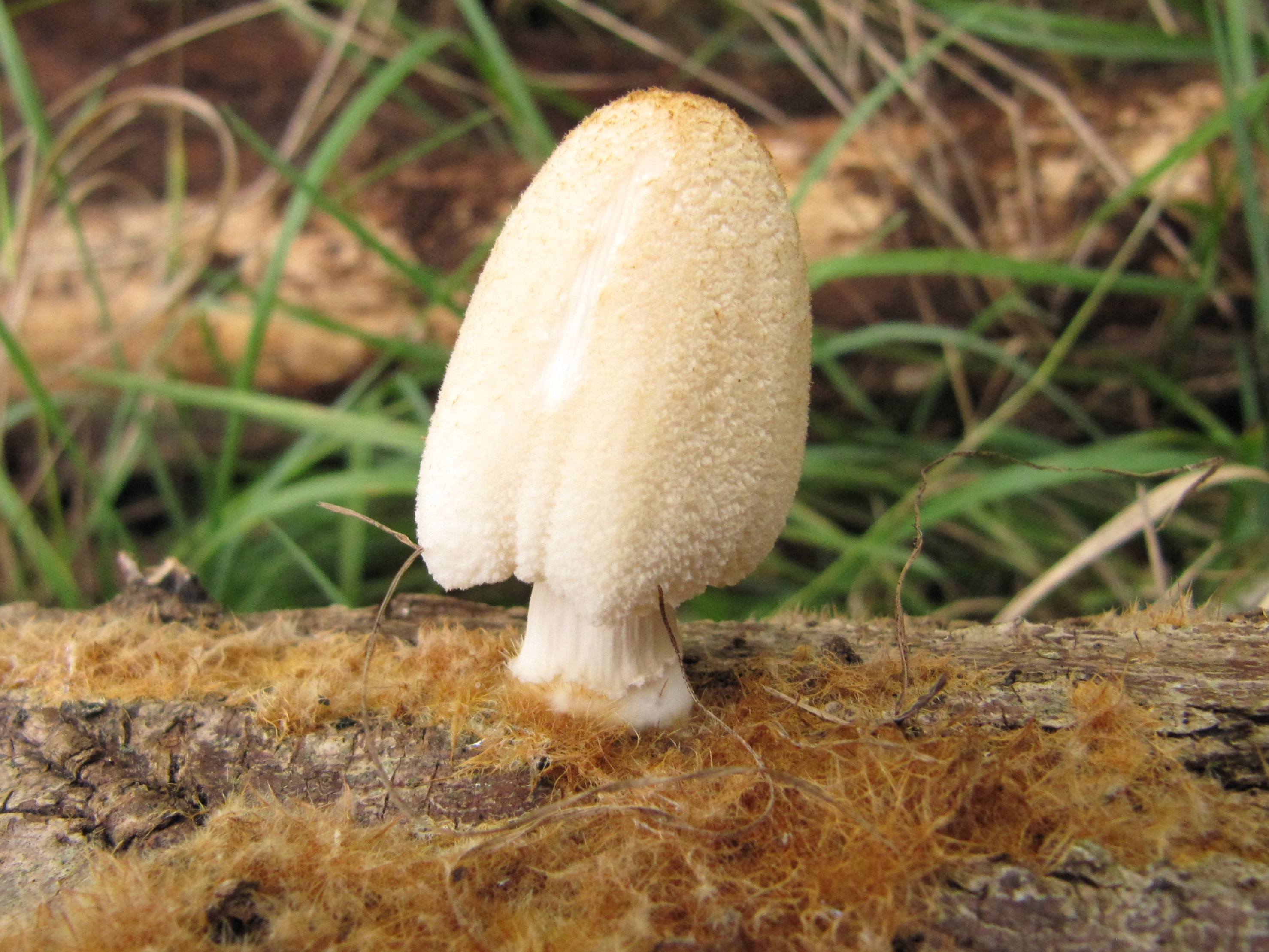
Coprinellus ellisii

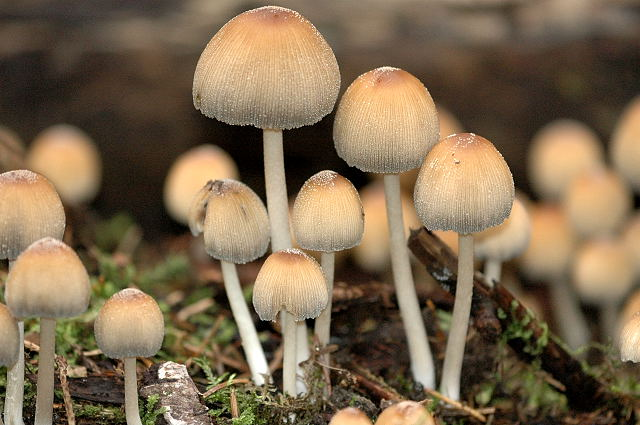
Coprinellus micaceus

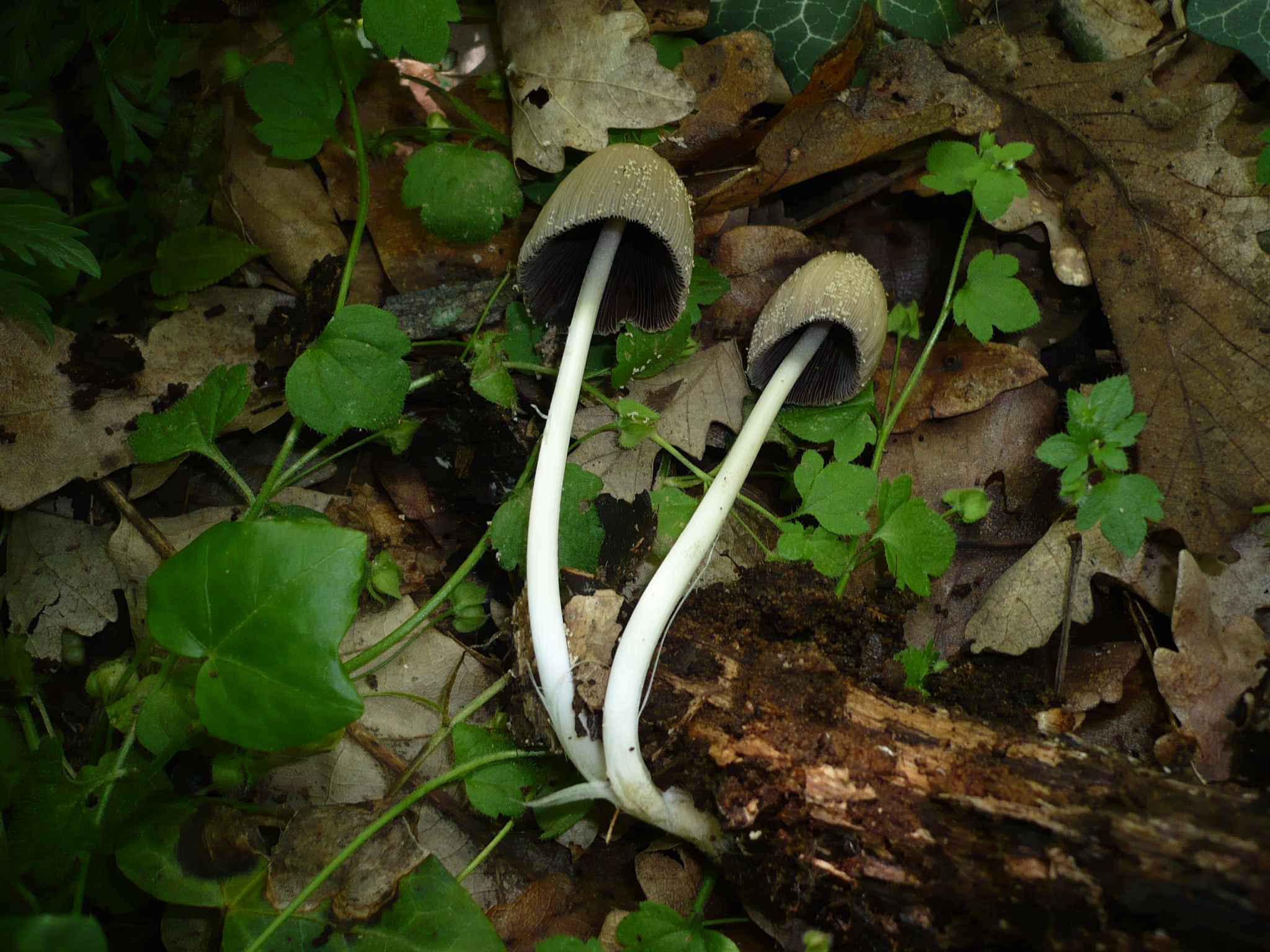
Coprinellus xanthothrix

El Index Fungorum acepta 66 especies de Coprinellus. Muchas de estas especies parecen similares y se requiere de un análisis microscópico para diferenciarlos e identificarlos.
- Coprinellus allovelus (Uljé) Doveri & Sarrocco 2011[4]
- Coprinellus amphithallus (M.Lange & A.H.Sm.) Redhead, Vilgalys & Moncalvo 2001[2]
- Coprinellus angulatus (Peck) Redhead, Vilgalys & Moncalvo 2001[2]
- Coprinellus aokii (Hongo) Vilgalys, Hopple & Jacq.Johnson 2001[2]
- Coprinellus arenicola Wartchow & A. R. Gomes, 2014
- Coprinellus aureogranulatus (Uljé & Aptroot) Redhead, Vilgalys & Moncalvo 2001[2]
- Coprinellus bipellis (Romagn.) P.Roux, Guy Garcia & Borgarin 2006[5]
- Coprinellus bisporiger (Buller ex P.D.Orton) Redhead, Vilgalys & Moncalvo 2001[2]
- Coprinellus bisporus (J.E.Lange) Vilgalys, Hopple & Jacq. Johnson 2001[2]
- Coprinellus brevisetulosus (Arnolds) Redhead, Vilgalys & Moncalvo 2001[2]
- Coprinellus bulleri (Cacialli, Caroti & Doveri) Gminder, 2010
- Coprinellus callinus (M.Lange & A.H.Sm.) Vilgalys, Hopple & Jacq.Johnson 2001[2]
- Coprinellus canistri (Uljé & Verbeken) Doveri & Sarrocco 2011[4]
- Coprinellus christianopolitanus Örstadius & E.Larss. (2015)[6]
- Coprinellus cinereopallidus L.Nagy, Házi, T.Papp & Vágvölgyi 2012[7]
- Coprinellus cinnamomeotinctus  (P.D.Orton) D.J.Schaf. 2012
- Coprinellus congregatus (Bull.) P.Karst. 1879
- Coprinellus curtus (Kalchbr.) Vilgalys, Hopple & Jacq.Johnson 2001[2]
- Coprinellus deliquescens (Bull.) P.Karst. 1879
- Coprinellus deminutus (Enderle) L.Nagy, Házi, Vágvölgyi & T.Papp 2012[7]
- Coprinellus dilectus (Fr.) Redhead, Vilgalys & Moncalvo 2001[2]
- Coprinellus disseminatus (Pers.) J.E.Lange 1938
- Coprinellus domesticus (Bolton) Vilgalys, Hopple & Jacq.Johnson 2001[2]
- Coprinellus doverii (L.Nagy) Házi, L.Nagy, T.Papp & Vágvölgyi 2011[7]
- Coprinellus ellisii (P.D.Orton) Redhead, Vilgalys & Moncalvo 2001[2]
- Coprinellus ephemerus (Bull.) Redhead, Vilgalys & Moncalvo 2001[2]
- Coprinellus eurysporus (M.Lange & A.H.Sm.) Redhead, Vilgalys & Moncalvo 2001[2]
- Coprinellus fallax (M.Lange & A.H.Sm.) Redhead, Vilgalys & Moncalvo 2001[2]
- Coprinellus fimbriatus (Berk. & Broome) Redhead, Vilgalys & Moncalvo 2001[2]
- Coprinellus flocculosus (DC.) Vilgalys, Hopple & Jacq.Johnson 2001[2]
- Coprinellus furfurellus (Berk. & Broome) Redhead, Vilgalys & Moncalvo 2001[2]
- Coprinellus fuscocystidiatus L.Nagy, Házi, T.Papp & Vágvölgyi 2012[7]
- Coprinellus heptemerus (M.Lange & A.H.Sm.) Vilgalys, Hopple & Jacq.Johnson 2001[2]
- Coprinellus heterosetulosus (Locq. ex Watling) Vilgalys, Hopple & Jacq.Johnson 2001[2]
- Coprinellus heterothrix (Kühner) Redhead, Vilgalys & Moncalvo 2001[2]
- Coprinellus hiascens (Fr.) Redhead, Vilgalys & Moncalvo 2001[2]
- Coprinellus impatiens (Fr.) J.E.Lange 1938[8]
- Coprinellus limicola (Uljé) Doveri & Sarrocco 2011[4]
- Coprinellus marculentus (Britzelm.) Redhead, Vilgalys & Moncalvo 2001[2]
- Coprinellus micaceus (Bull.) Vilgalys, Hopple & Jacq.Johnson 2001[2]
- Coprinellus minutisporus (Uljé) Doveri & Sarrocco 2011[4]
- Coprinellus mitrinodulisporus Doveri & Saccoro 2011[4]
- Coprinellus pallidissimus (Romagn.) P.Roux, Guy García & S.Roux 2006[5]
- Coprinellus pallidus L.Nagy, Házi, T.Papp & Vágvölgyi 2012[7]
- Coprinellus parvulus (Keizer & Uljé) Házi, L.Nagy, T.Papp & Vágvölgyi 2011[7]
- Coprinellus pellucidus (P.Karst.) Redhead, Vilgalys & Moncalvo 2001[2]
- Coprinellus plagioporus (Romagn.) Redhead, Vilgalys & Moncalvo 2001[2]
- Coprinellus pseudoamphithallus (Uljé) Doveri & Sarrocco 2011[4]
- Coprinellus pusillulus (Svrcek) Házi, L.Nagy, T.Papp & Vágvölgyi 2011[7]
- Coprinellus pyrrhanthes (Romagn.) Redhead, Vilgalys & Moncalvo 2001[2]
- Coprinellus radians (Desm.) Vilgalys, Hopple & Jacq.Johnson 2001[2]
- Coprinellus radicellus Házi, L.Nagy, T.Papp & Vágvölgyi 2011[7]
- Coprinellus sabulicola L.Nagy, Házi, T.Papp & Vágvölgyi 2012[7]
- Coprinellus saccharinus (Romagn.) P.Roux, Guy García & Dumas 2006[5]
- Coprinellus sassii (M.Lange & A.H.Sm.) Redhead, Vilgalys & Moncalvo 2001[2]
- Coprinellus sclerocystidiosus (M.Lange & A.H.Sm.) Vilgalys, Hopple & Jacq.Johnson 2001[2]
- Coprinellus silvaticus (Peck) Gminder, 2010
- Coprinellus singularis (Uljé) Redhead, Vilgalys & Moncalvo 2001[2]
- Coprinellus subdisseminatus (M.Lange) Redhead, Vilgalys & Moncalvo 2001[2]
- Coprinellus subimpatiens (M.Lange & A.H.Sm.) Redhead, Vilgalys & Moncalvo 2001[2]
- Coprinellus subpurpureus (A.H.Sm.) Redhead, Vilgalys & Moncalvo 2001[2]
- Coprinellus truncorum (Scop.) Redhead, Vilgalys & Moncalvo 2001[2]
- Coprinellus uljei L.Nagy, Házi, T.Papp & Vágvölgyi 2012[7]
- Coprinellus velatopruinatus (Bender) Redhead, Vilgalys & Moncalvo 2001[2]
- Coprinellus verrucispermus (Joss. & Enderle) Redhead, Vilgalys & Moncalvo 2001[2]
- Coprinellus xanthothrix (Romagn.) Vilgalys, Hopple & Jacq.Johnson 2001[2]